# Cerastium qingliangfengicum
Cerastium qingliangfengicum är en nejlikväxtart som beskrevs av H.W.Zhang och X.F.Jin. Cerastium qingliangfengicum ingår i släktet arvar, och familjen nejlikväxter. Inga underarter finns listade i Catalogue of Life.